# رابرت امس
رابرت امس (به انگلیسی: Robert Emms) (زاده ۲۰ مهٔ ۱۹۸۶) یک بازیگر انگلیسی است.
از فیلم‌های معروف او می‌توان به بازی در فیلم اسب جنگی، کیک-اس ۲، شکسته و بوری در مقابل مک‌انرو اشاره کرد.